# 太白山紫穗报春
太白山紫穗报春（学名：Primula giraldiana）为报春花科报春花属下的一个种。

## 扩展阅读
- 維基物種上的相關：太白山紫穗报春